# Pablo Bengolea
Pablo Alberto Bengolea est un joueur argentin de volley-ball né le 8 mai 1986 à Buenos Aires (Province de Buenos Aires). Il mesure 1,96 m et joue réceptionneur-attaquant. Il totalise 13 sélections en équipe d'Argentine.

## Clubs
| Club                | Pays      | De        | À         |
| ------------------- | --------- | --------- | --------- |
| San Lorenzo         | Argentine | 2003-2004 | 2004-2005 |
| Velez Sarsfield     | Argentine | 2005-2006 | 2005-2006 |
| Belgrano de Cordoba | Argentine | 2006-2007 | 2007-2008 |
| Tarragona SPSP      | Espagne   | 2008-2009 | 2008-2009 |
| Narbonne Volley     | France    | 2009-2010 | 2009-2010 |
| AS Cannes           | France    | 2010-2011 | 2010-2011 |
| SCC Berlin          | Allemagne | 2011-2012 | 2011-2012 |

## Palmarès
Néant